# ビル・パーセルズ
デュアン・チャールズ・"ビル"・パーセルズ（Duane Charles "Bill" Parcells、1941年8月22日 - ）は、アメリカ合衆国ニュージャージー州イングルウッド出身のアメリカンフットボール元コーチ。19年間、ナショナル・フットボール・リーグ（NFL）のヘッドコーチを務めた。ニューヨーク・ジャイアンツのヘッドコーチ時代、2度のスーパーボウル優勝を達成した。 その後は、ニューイングランド・ペイトリオッツ、ニューヨーク・ジェッツ、ダラス・カウボーイズのヘッドコーチを務めた。 いずれも衰退期にあったチームを指導し、優勝争いが出来るチームへと改革した。 結果、NFL史上唯一となる、指揮した4チームをプレーオフに、3チームをカンファレンス優勝に導いた。ニックネームは、ザ・ビッグツナ（The Big Tuna）。

## 経歴
1983年にニューヨーク・ジャイアンツのヘッドコーチに就任した際、過去10年間で1度だけの（1981年）ポストシーズン出場記録しかなかったチームを引き継ぎ、就任4年でチーム史上初のスーパーボウル優勝に導いた。ジャイアンツでの在職期間は8シーズンに及び、第25回で2度目の優勝を果たした。スーパーボウルで優勝した後、パーセルズは1991年に一旦コーチ業を引退すると発表した。
しかし、1993年に引退を撤回してニューイングランド・ペイトリオッツのヘッドコーチに就任した。再びチームを改革し、就任4年目で第31回スーパーボウルに出場したものの、敗れた。その後、ペイトリオッツのオーナーであるロバート・クラフトと争い、試合後にチームを去った。翌シーズン、ニューヨーク・ジェッツのヘッドコーチに就任した。就任2年目の1998年、ジェッツはアメリカン・フットボール・カンファレンス（AFC）チャンピオンシップゲームを達成した。
ジェッツのヘッドコーチとして3シーズンを過ごした後、1999年に2度目の引退を発表した。しかし、2003年に復帰し、ダラス・カウボーイズのヘッドコーチに就任した。カウボーイズでは4シーズンの間、2度のプレーオフ出場を果たしたが、いずれも第1ラウンドで敗退した。 2006年シーズン、チームがプレーオフで敗れた後、再びコーチ業を引退した。
コーチ業引退以降、ESPNのNFLアナリストを務めており、2014年からクリーブランド・ブラウンズの非公式コンサルタントを務めている。また、2008年から2010年まではマイアミ・ドルフィンズのフットボールオペレーション副社長を務めていた。2013年、プロフットボール殿堂に選出された。
2014年、パーセルズの自伝『パーセルズ：フットボール・ライフ』が、パーセルズ本人と作家のヌニョ・デマシオ（元ワシントン・ポストの記者）によって共同執筆され、発売された。発売後すぐ、ニューヨーク・タイムズのベストセラーリストになった。